# كاميرا خفية

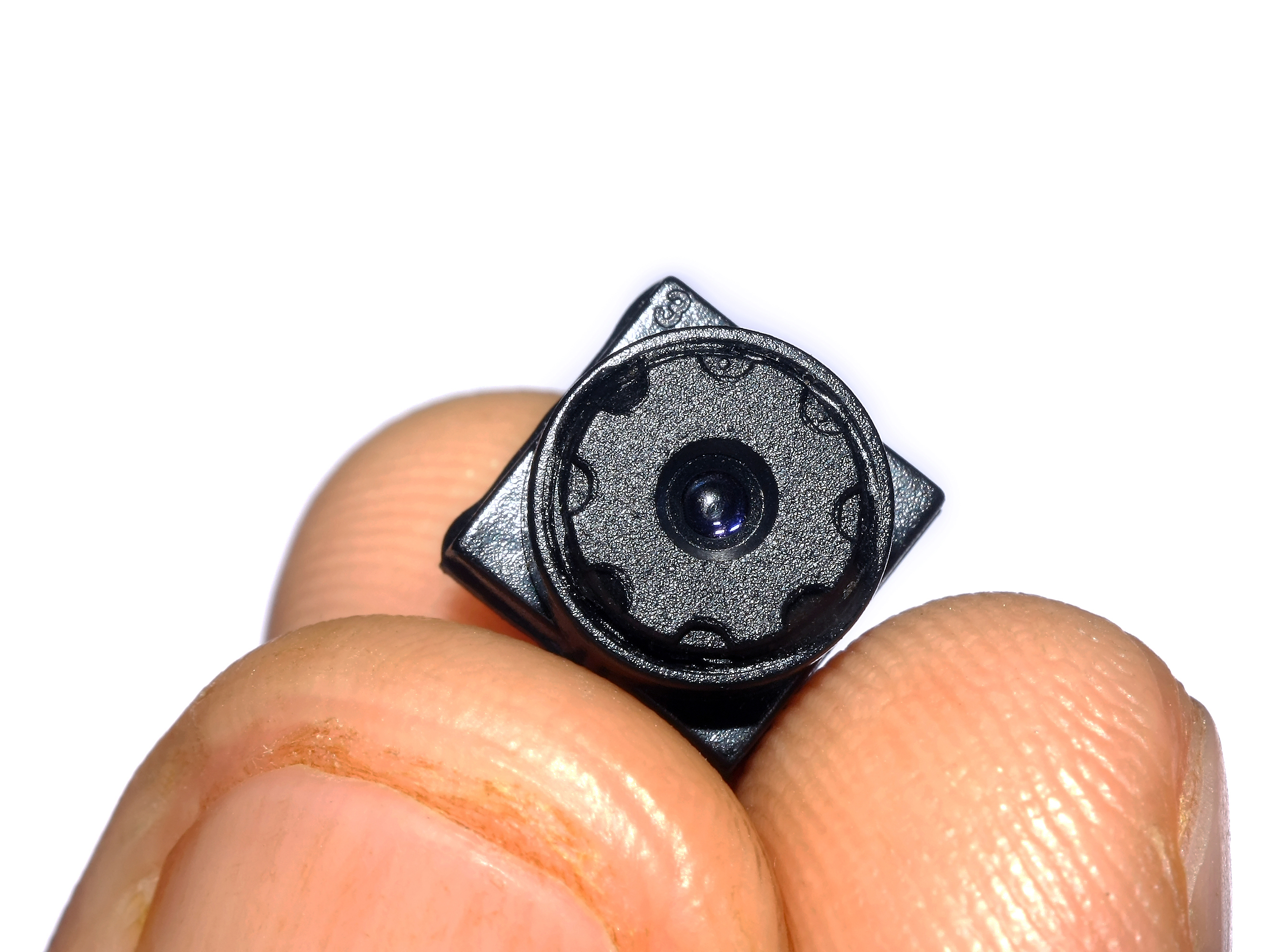
عدسة تُستخدم كَكاميرا صغيرة

الكاميرا الخفيّة (بالإنجليزية: hidden camera)‏ أو كاميرا التجسس تُعدّ كاميرا تُستخدم لتسجيل الأشخاص دون علمهم، إما لأغراض تجسسية بغية الإضرار بهم أو كنوع من الأدلة التلبسية القانونية. كما يستخدم مصطلح «الكاميرا الخفية» بشكل شائع في البرامج التلفزيونية الواقعية.

## قضايا قانونية

### كوريا الجنوبية
انتشرت في كوريا الجنوبية، هده النوعية من الكاميرات الخفية التجسسية المعروفة اختصارًا («بالمولكا» باللغة الكورية). فخلال عام 2010، تم نشر الصور ومقاطع الفيديو بطريقة تلصصية بواسطة هذه الكاميرات.
ويمكن أن يشير مصطلح «المولكا» إلى كل من الكاميرات التجسسية وكذلك اللقطات المنشورة لاحقًا عبر الإنترنت.

## برامج إعلامية
يستخدم مصطلح الكاميرا الخفية كذلك في بعض الأحيان في تلفزيون الواقع وغيره من برامج إعلامية، لتصوير ردود أفعال المشاركين في المواقف الغير العادية أو المستفزة. أحيانا يعلم المشاركون بأنهم مصورون، دون معرفة المكان أو التوقيت، وأحيانا أخرى لا يتم إخبارهم بذلك إلا بعد انتهاء التصوير، وعندها تبقى لهم إمكانية التوقيع أو الموافقة على بث الحلقة التي تم إنتاجها لعرضها.